# Jordkällare

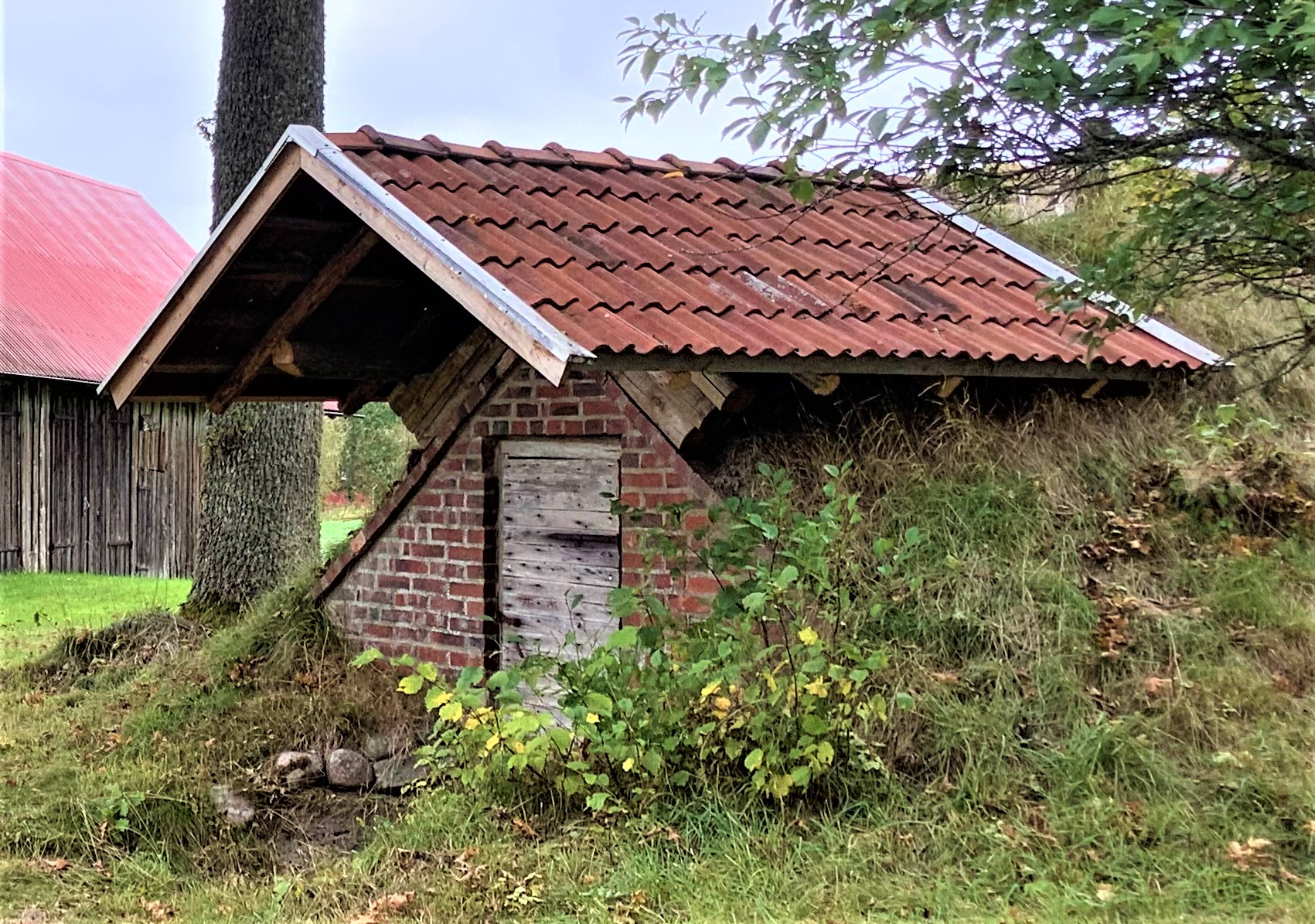
Jordkällare tillhörande Granbacken i Gestads socken i Vänersborgs kommun i Dalsland.

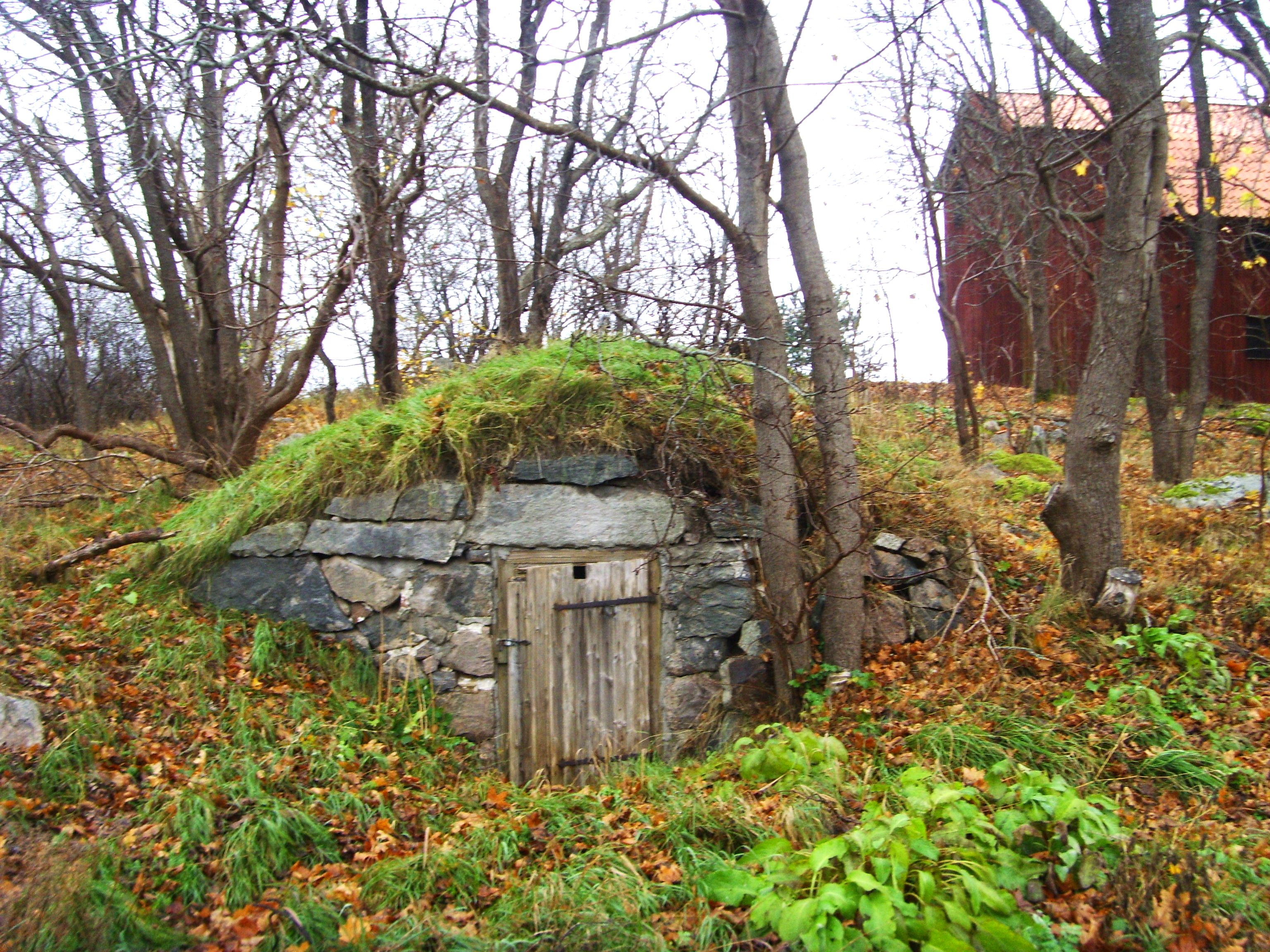
Jordkällare vid Sädesmagasinet i Rejmyre.

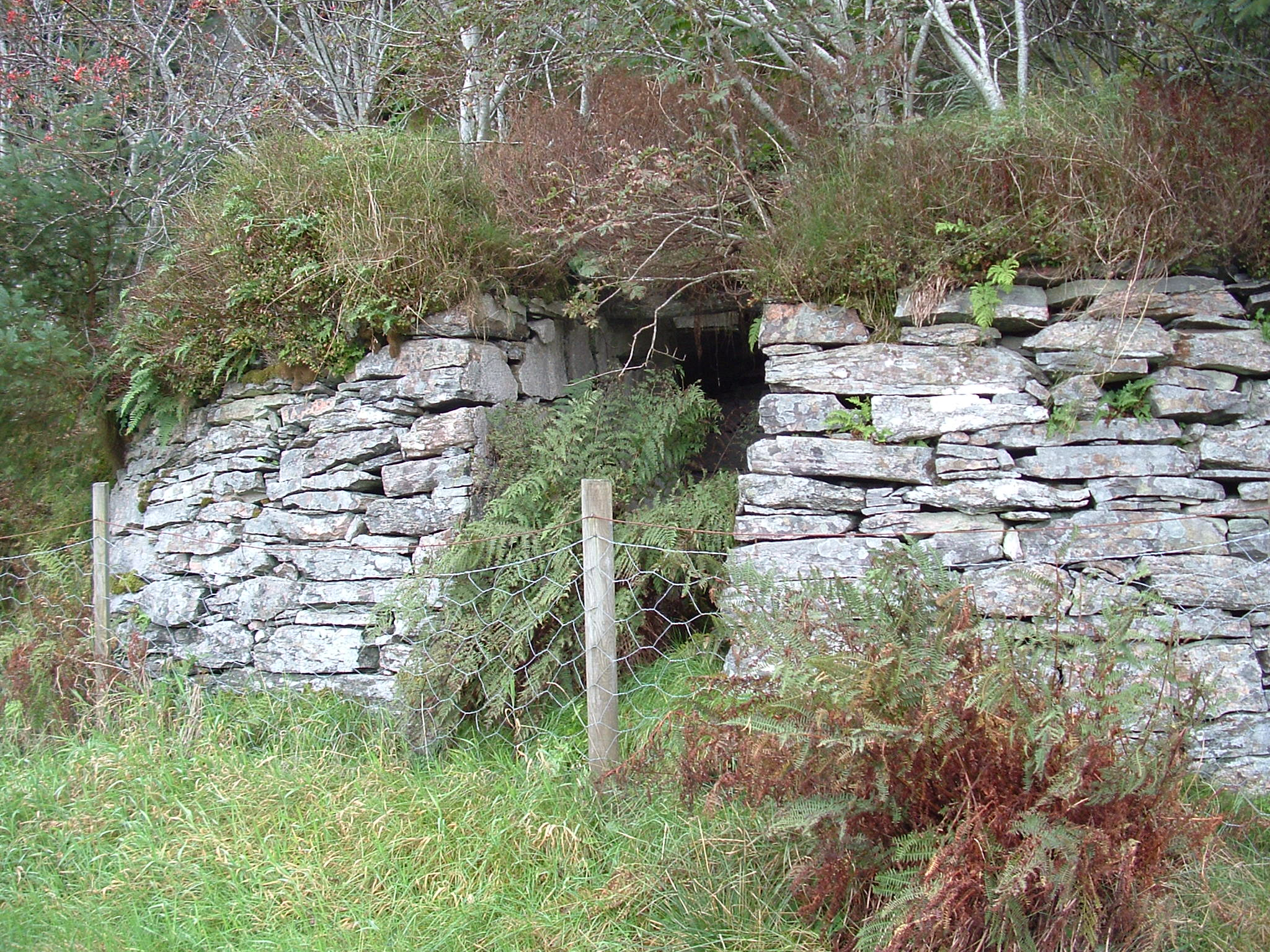
Förfallen potatiskällare i Norge.

En jordkällare är en fristående källarbyggnad som är helt eller delvis nedgrävd i marken, ofta i en sluttning mot norr. Förr användes jordkällare främst i hushållen  för att förvara och lagra livsmedel färska under vintern samt sommartid mest till att förvara konserver, saft och färdiglagad mat och kyla mjölkprodukter.

## Funktion
Den bärande takkonstruktionen består alltid av sten, oftast i form av ett tunnvalv. Ingången består av en kraftig, tätslutande trädörr, ofta i kombinationen med en innerdörr eller ett smalt förrum (svale), en sluss som förhindrar att det kylda utrymmet kommer i direkt kontakt med uteluften. På ingångssidan finns en ventilationsöppning. I den bakre delen av källaren anordnas en eller två takventiler/skorstenar för att få luften att cikulera och undvika att mögel bildas i källaren. Taket är täckt med ett cirka 60 centimeter jordskikt. Golvet är av jord eller sand, ibland belagt med kullersten eller tegel. 
Genom att jorden bildar ett isolerande skikt håller en jordkällare alltid en betydligt lägre temperatur än omgivande luft sommartid och är frostfri på vintern. Innan kylskåpet var uppfunnet var jordkällare vanliga, framförallt på landsbygden, för att förvara livsmedel. Temperaturen i en jordkällare varierar mellan +10 och +12°C (på sommaren) och mellan +4 och +6°C (på vintern).

## Historik
Föregångaren till jordkällaren var stukan som bestod av en grop i marken där man förvarade exempelvis rovor. Gropen täcktes sedan av ett isolerande skikt, exempelvis slanor, jord och torrt gräs. De äldsta kända jordkällarna kan dateras till mitten av 1700-talet. På 1820-talet tog byggandet av jordkällare fart, först och främst för förvaring av potatis.
På vintern skyddade källarens tjocka väggar och jordlagret råvarorna från att frysa sönder och på sommaren mot värmen. En fördel med jordkällaren var att markens naturliga fuktighet gjorde att varorna inte torkade utan behölls relativt färska under en lång tid. På 1950-talet började jordkällaren förlora sin betydelse som svalt skafferi och den kom att ersättas av elektriska kylanläggningar. Många jordkällare har numera övergivits och har därför rasat, även om det finns en del som underhållits av kulturella eller nostalgiska skäl.

## Bilder
Exempel visande en jordkällare från 1800-talets mitt i södra Dalarna som är byggd i slaggsten.

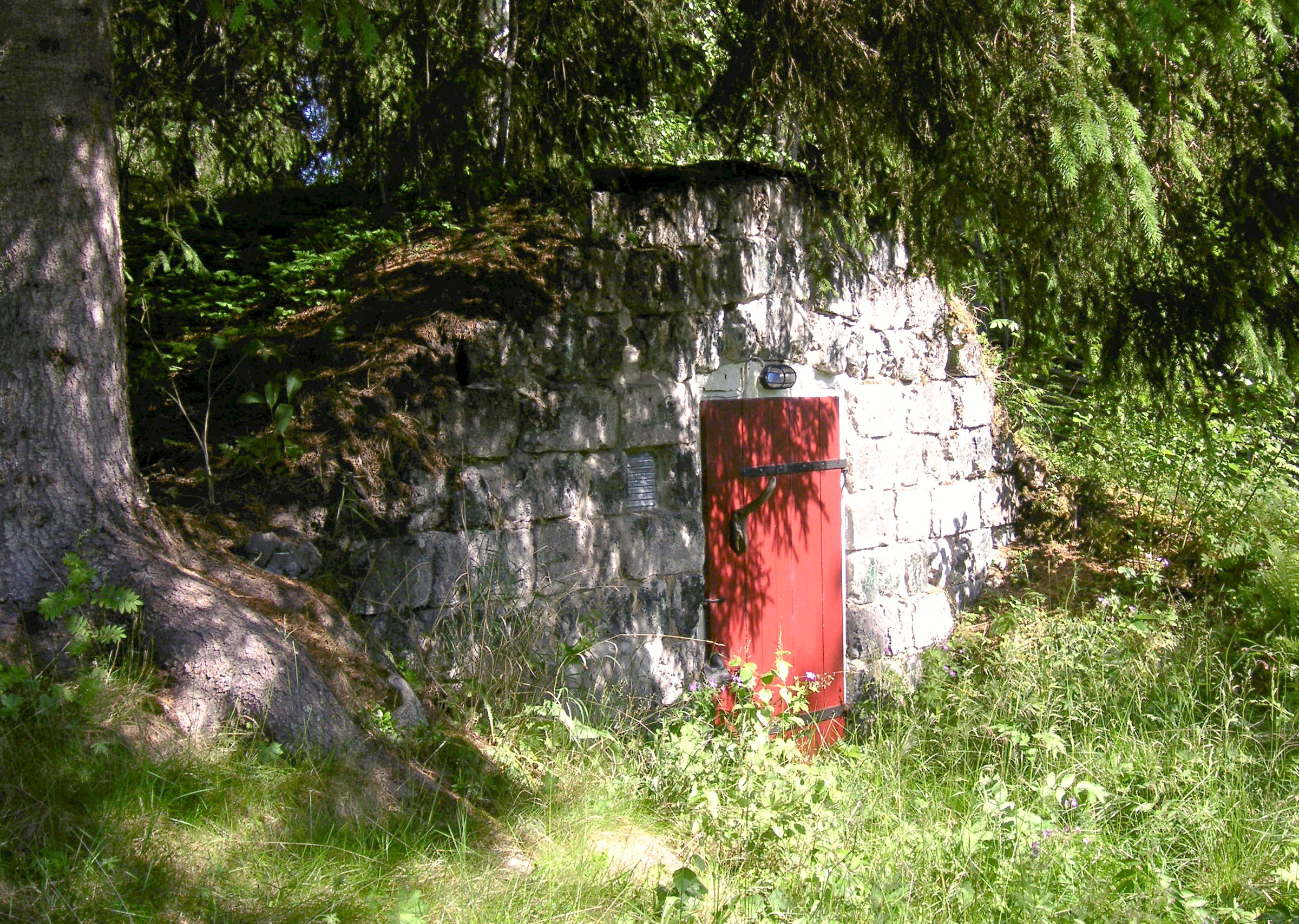
Utsidan
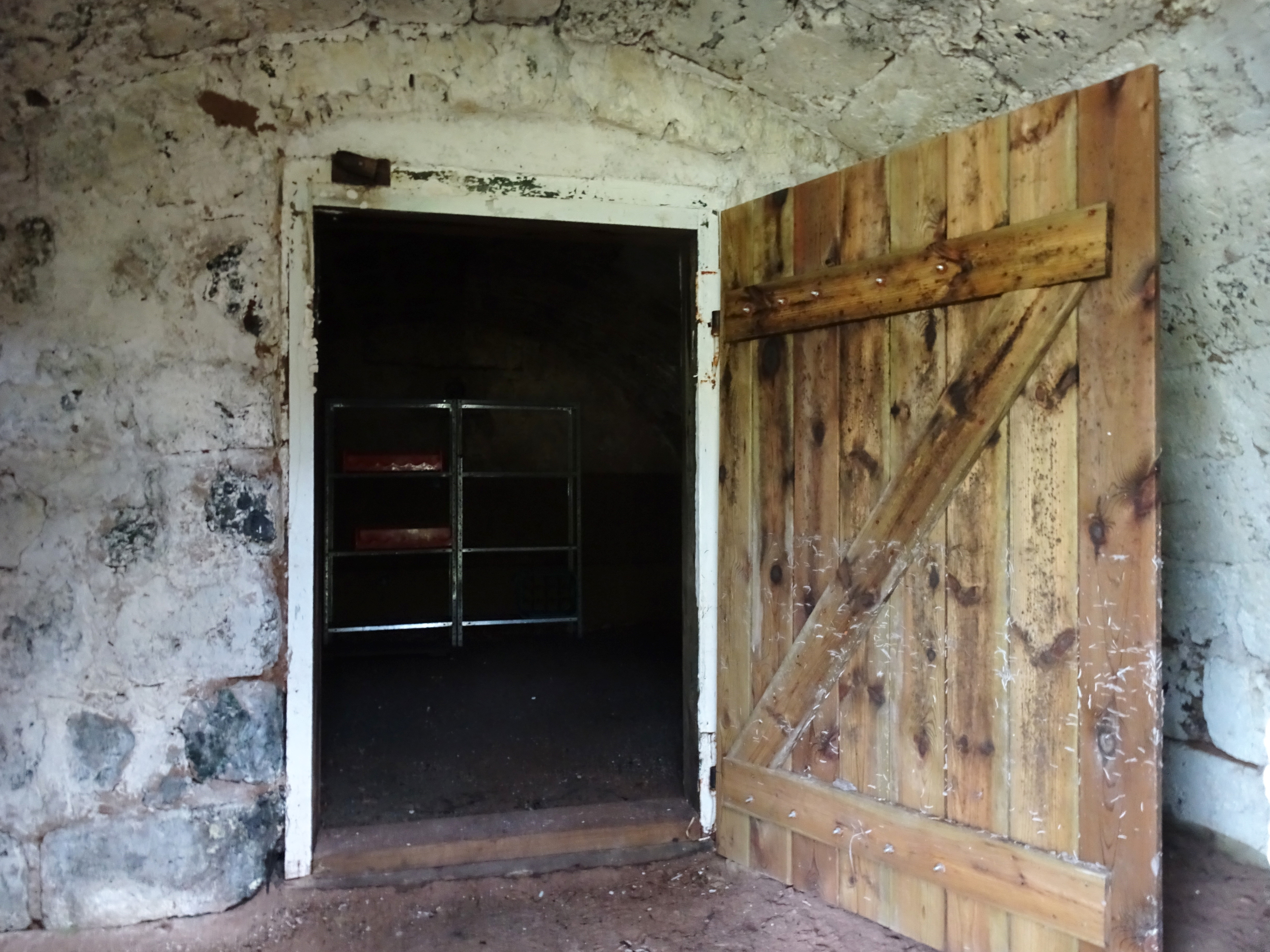
Förrummet / sluss
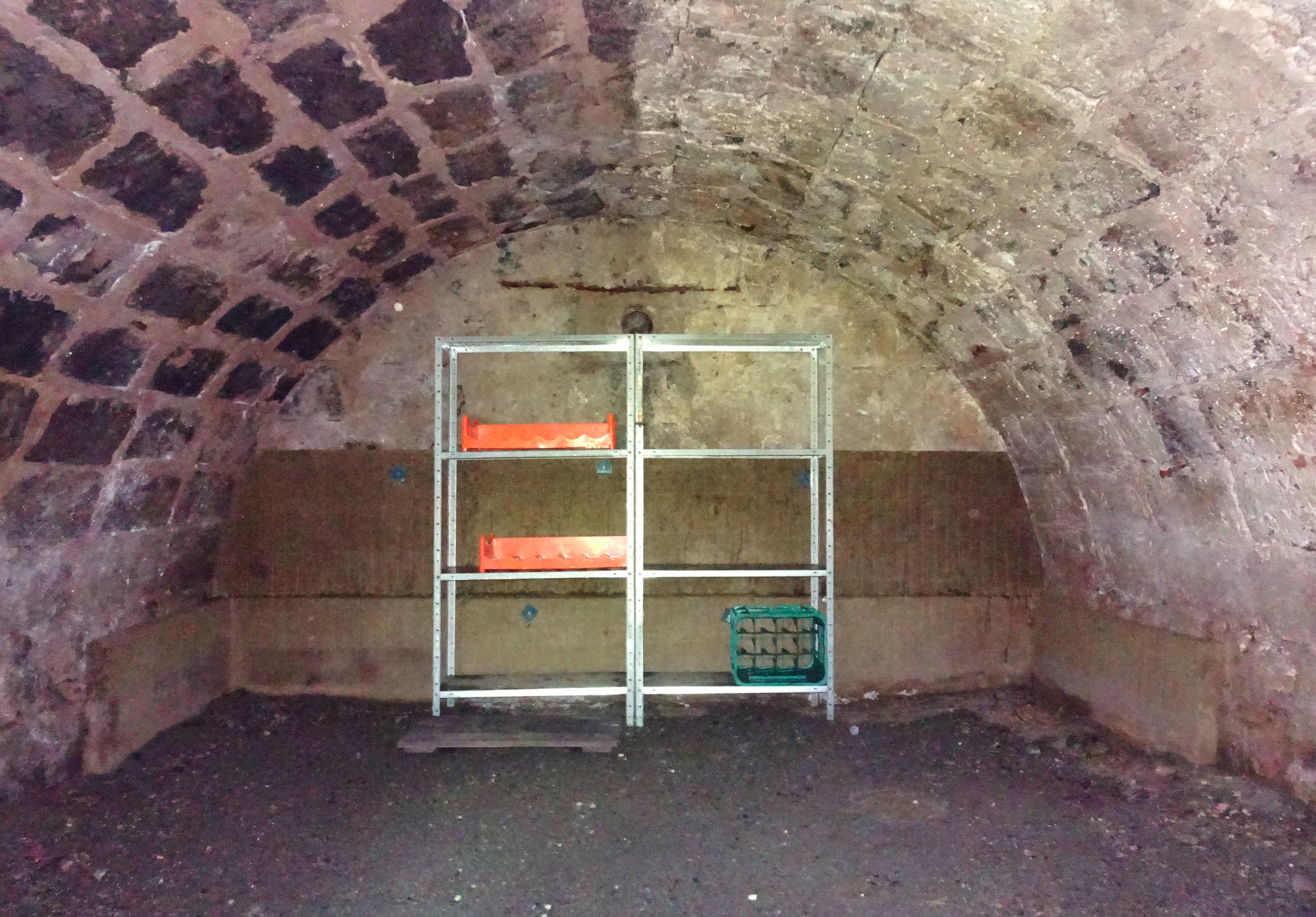
Insidan
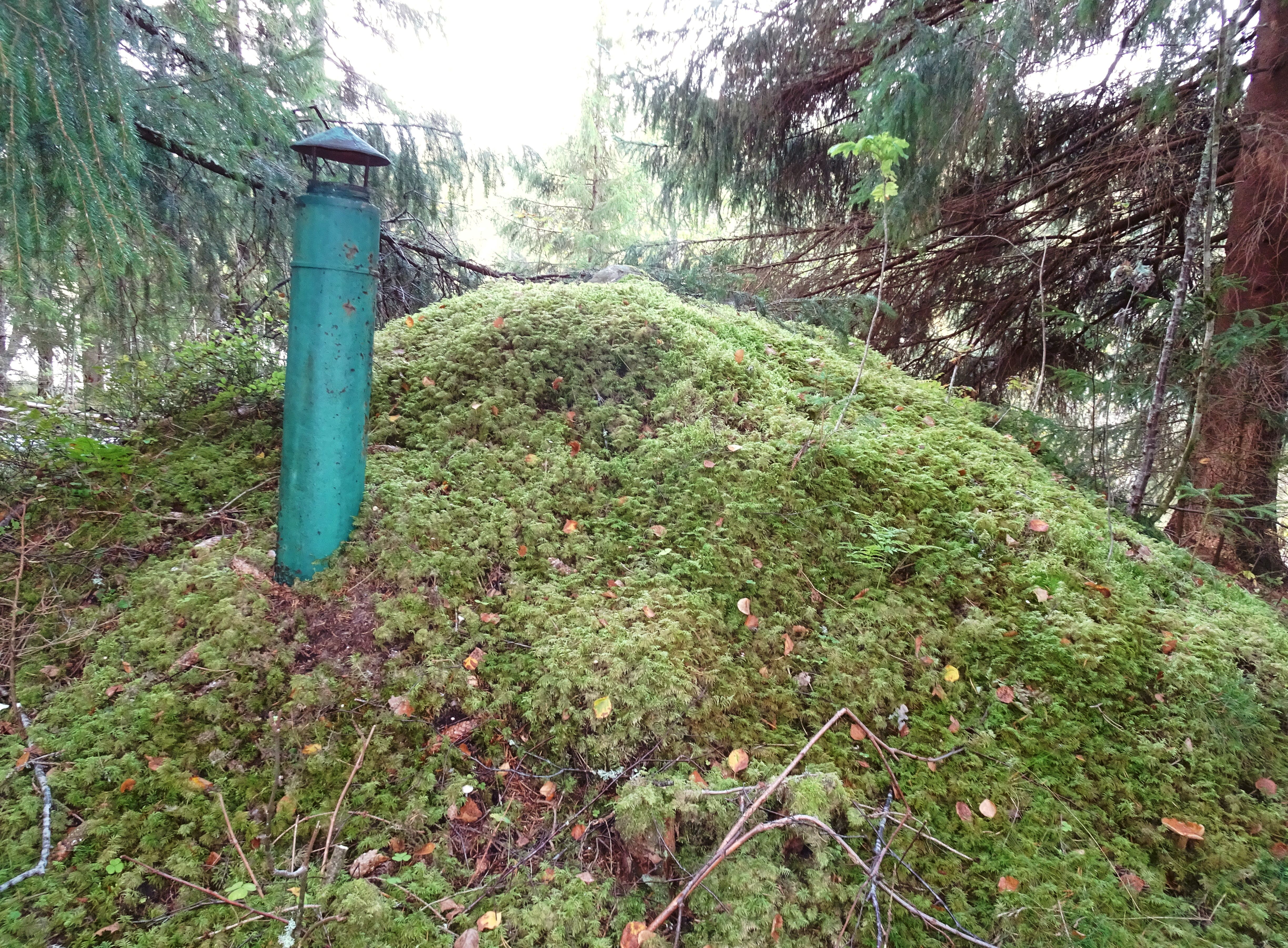
Ventilationsskorsten